# Lambdina johnsoni
Lambdina johnsoni är en fjärilsart som beskrevs av Louis W. Swett 1913. Lambdina johnsoni ingår i släktet Lambdina och familjen mätare. Inga underarter finns listade i Catalogue of Life.